# Александру Аршинел
Александру Йоан Аршинел (на румънски : Alexandru Ioan Arșinel) е румънски комик и актьор.

## Биография
Роден е в Долхаска, Кралство Румъния. 
На екрана Арсинел е добре известен с партньорството си със Стела Попеску, с която участва във филми като „Cine e Didina?“ (1972).
През 2006 и 2011 г. актьорът е избран от Пиксар да осигури румънския глас на Шерифа в анимационния филм Колите.
Умира на 29 септември 2022 г. след дълги страдания.

## Филмография
- Ана и "крадецът" (1981);
- Като по филмите (1983);
- Тюркоазената огърлица (1985);
- Липсваш ми всеки ден (1987);
- The One Strap Boy (1990);
- Мис Брегова линия (1990);
- Второто падане на Константинопол (1993);
- Рай на живо (1994);
- Война на половете (2007–2008).